# 親波斯
親波斯（英語：Persophilia），又稱親伊朗（英語：Iranophilia），是指對伊朗文化、伊朗人或伊朗歷史等欣賞或感興趣的人。其反義詞是反伊朗者。最著名的親波斯者是英國劍橋大學文學史家、東方學家爱德华·格兰威尔·布朗，他參加了波斯立憲革命。

## 起源
古希臘的一些領導者使用波斯稱號或名字，他們被認為是親波斯者，西頓諸王也被認為是親波斯者，因為他們的政策給予了波斯人更改多的權利。最早使用一詞的可能是英國皇家古幣協會（Royal Numismatic Society）于1938年提到位於今塞浦路斯的一個城市的王。其反義詞為反伊朗主義。
對波斯人的讚美在阿契美尼德王朝特別高。例如，居魯士大帝是唯一一個被稱作彌賽亞的異邦人。

## 著名的親波斯者
- 爱德华·格兰威尔·布朗
- 费耐生（理查德·纳尔逊·弗赖伊）